# Zheng Saisai
Zheng Saisai ou Zheng Sai-Sai (鄭賽賽, Shaanxi, 5 de fevereiro de 1994) é uma tenista profissional chinesa, conhecida por ser uma especialista em duplas.

## WTA finais

### Duplas: 2 (1 título, 1 vice)
| Legenda                             |
| ----------------------------------- |
| Grand Slam (0–0)                    |
| WTA Tour (0–0)                      |
| Premier Mandatory & Premier 5 (0–0) |
| Premier (0–0)                       |
| International (1–1)                 |

| Posição | N. | Data             | Torneio                                                | Piso   | Parceira        | Oponentes                   | Placar            |
| Campeã  | 1. | 24 Setembro 2011 | Guangzhou International Women's Open, Guangzhou, China | Duro   | Hsieh Su-wei    | Chan Chin-wei Han Xinyun    | 6–2, 6–1          |
| Vice    | 1. | 20 Abril 2014    | Malaysian Open, Kuala Lumpur, Malásia                  | Duro   | Chan Yung-jan   | Tímea Babos Chan Hao-ching  | 3–6, 4–6          |
| Vice    | 2. | 23 Maio 2015     | Internationaux de Strasbourg, Estrasburgo, França      | Saibro | Nadiia Kichenok | Chuang Chia-jung Liang Chen | 6–4, 4–6, [10–12] |

## WTA 125s finais

### Simples: 1 (1 vice)
| Posição | N. | Data            | Torneio                           | Piso | Oponente     | Placar        |
| ------- | -- | --------------- | --------------------------------- | ---- | ------------ | ------------- |
| Vice    | 1. | Agosto 11, 2013 | Suzhou Ladies Open, Suzhou, China | Duro | Shahar Pe'er | 2–6, 6–2, 3–6 |

## Jogos Olimpíos da Juventude

### Simples: 1 (1 prata)
| Posição | Ano  | Nação Sede | Piso | Oponente        | Placar        |
| Prata   | 2010 | Singapura  | Duro | Daria Gavrilova | 6–2, 2–6, 0–6 |

### Duplas: 1 (1 ouro)
| Posição | Ano  | Nação Sede | Piso | Partner      | Opponents in the final         | Score in the final |
| Ouro    | 2010 | Singapura  | Duro | Tang Haochen | Jana Čepelová Chantal Škamlová | 6–4, 3–6, [10–4]   |